# 重力回溯及氣候實驗衛星
重力回溯及氣候實驗衛星（Gravity Recovery and Climate Experiment，縮寫：GRACE，也稱為重力反演和氣候實驗或重力量測及氣候監控衛星）是一項由NASA與德國航太中心（DLR）合作的任務，該任務使用的是一對雙衛星，從2002年於俄羅斯的普列謝茨克航天發射場透過呼嘯運載火箭搭載（和風-KM 火箭推進器）發射以來持續運作至2018年。負責探測的兩具衛星相距約 220 公里
，主要目標是對地球重力場進行探測，進而研究地球的水資源、地質及氣候。

## 任務歷史
GRACE 計畫最初於 1996 年由美國德州大學奧斯汀分校太空研究中心（Center for Space Research，或簡稱 UTCSR）、德国地球科学研究中心（GFZ）與NASA的噴射推進實驗室共同提出，隔年被選為 NASA 「Earth System Science Pathfinder」（ESSP）專案的第二飛行計畫。
任務總成本約 1.27 億美元，由 NASA 和 DLR 共同負擔，NASA 負擔其中的九千七百萬，而 DLR 則負擔剩下的三千萬。另外衛星發射費用約八百萬美元。

## 科學研究
相較於早期對地球重力場的觀測（如2000年開始的微型衛星酬載挑戰計畫 CHAMP），從 GRACE 衛星得到的數據所測繪出的重力場地圖精確度比以往高出 100 至 1000 倍，每 30 天能測繪出一次全球重力場分布地圖，地圖通常會製作成外型不規則的3D電腦圖形，以便凸顯地球質量和重力的細微變化。此外這些數據也有助於科學家在海洋學、水文學、冰川學、地質學及全球氣候方面的研究。

## 後續任務
從發射後至今，GRACE 衛星的軌道有愈來愈低，呈現衰減的趨勢，因此NASA決定發展其接續計畫「GRACE Follow-On」（或簡稱 GRACE-FO），該任務同樣使用雙衛星觀測，並於 2018 年 5 月 19 日於范登堡空軍基地由獵鷹9號運載火箭搭載發射，接手探測任務。

## 外部連結

### 網站
- （英文）GRACE 任務官方網站 （页面存档备份，存于） 德州大學奧斯汀分校太空研究中心
- （英文）GRACE 任務介紹 （页面存档备份，存于） NASA 噴射推進實驗室（JPL）

### 影片
- GRACE 衛星發射 （页面存档备份，存于）
- GRACE 衛星電腦模擬動畫 （页面存档备份，存于）
- GRACE-FO 計畫介紹 （页面存档备份，存于）